# Jean-Baptiste Duperré du Veneur
Jean-Baptiste Louis Duperré, chevalier, seigneur de Saint-Léonard de Beaumont-Boscmouchel, du grand et du petit parc Mariollant, du Tremblay, de la Heuze et du Veneur, né le 1er avril 1722 à Rouen et mort en 1811, est un magistrat et homme politique français, maire de Rouen sous l'Ancien Régime.

## Biographie

### Famille
Sa famille, originaire de Basse-Normandie, s'établit à Rouen au début du XVIIIe siècle. Les Duperré sont de lointains parents des Le Couteulx.
Il est le fils de Jean-Baptiste Louis Duperré (1683-1755), seigneur du Veneur, conseiller du roi, maître de la Cour des comptes de Normandie (1712), et de Catherine Marguerite Cobert († 1784). 
Il a un frère, Jean Augustin Duperré (1727-1775), conseiller du roi, receveur des tailles de l'élection de La Rochelle, trésorier principal des troupes de l'artillerie et du génie. De son frère descend Guy-Victor Duperré (1775-1846), baron et amiral de France.
Jean-Baptiste Louis Duperré se marie le 3 février 1750 à La Neuville-Chant-d'Oisel avec Marie Catherine Vanlaere, dame du Petit-Roquemont, fille du négociant Jean-Baptiste Vanlaere et de  Marguerite Catherine Beaudouin. Ils ont un fils unique, Jean-Baptiste Louis Duperré (1750-1822), seigneur de Beaumont, avocat au Parlement de Normandie.

### Carrière
Conseiller du roi, il est reçu maitre des comptes le 4 décembre 1743 par résignation de son père.
Il succède à Richard-Gontran Lallemant en étant nommé par le roi maire de Rouen le 28 juillet 1785 jusqu'au 4 juillet 1788. 
Il meurt en 1811.

## Armoiries
Ses armes sont : « d'azur au lion d'or parsemé d'étoiles d'or ».